# Südafrikanische Cricket-Nationalmannschaft in Indien in der Saison 2007/08
Die Tour der südafrikanischen Cricket-Nationalmannschaft nach Indien in der Saison 2007/08 fand vom 26. März bis zum 15. April 2007 statt. Die internationale Cricket-Tour war Bestandteil der Internationalen Cricket-Saison 2007/08 und umfasste drei Tests. Die Serie endete 1–1 unentschieden.

## Vorgeschichte
Indien bestritt zuvor ein Drei-Nationen-Turnier in Australien, Südafrika in Bangladesch. Das letzte Aufeinandertreffen der beiden Mannschaften bei einer Tour fand in der Saison 2006/07 in Südafrika statt.

## Stadien
Für die Tour wurden folgende Stadien als Austragungsorte vorgesehen und am 11. November 2007 bekanntgegeben.
| Stadion                   | Stadt     | Kapazität | Spiele  |
| ------------------------- | --------- | --------- | ------- |
| Sardar Patel Stadium      | Ahmedabad | 54.000    | 1. Test |
| M. A. Chidambaram Stadium | Chennai   | 46.000    | 2. Test |
| Green Park Stadium        | Kanpur    | 33.000    | 3. Test |

## Kaderlisten
Südafrika benannte seinen Kader am 11. März 2008.
Indien benannte seinen Kader am 17. März 2008.
| Test | Test |
| Indien | Südafrika |
| --- | --- |
| - Anil Kumble (K) - Mahendra Singh Dhoni (wk) - Rahul Dravid - Saurav Ganguly - Wasim Jaffer - Murali Kartik - VVS Laxman - Irfan Pathan - Virender Sehwag - Harbhajan Singh - Rudra Pratap Singh - Yuvraj Singh - Shanthakumaran Sreesanth - Sachin Tendulkar | - Graeme Smith (K) - Mark Boucher (wk) - Ashwell Prince - Hashim Amla - AB de Villiers - Jean-Paul Duminy - Paul Harris - Jacques Kallis - Charl Langeveldt - Neil McKenzie - Morné Morkel - Makhaya Ntini - Robin Peterson - Dale Steyn |

## Tests

### Erster Test in Chennai
| 26. – 30. März Scorecard | Chennai | Südafrika 540 (152.5) & 331-5d (109) | – | Indien 627 (155.1) |
|                          |         | Remis                                |   |                    |

### Zweiter Test in Ahmedabad
| 3. – 7. April Scorecard | Ahmedabad | Indien 76 (20) & 328 (94.2)                     | – | Südafrika 494-7d (141.2) |
|                         |           | Südafrika gewinnt mit einem Innings und 90 Runs |   |                          |

### Dritter Test in Kanpur
| 11. – 15. April Scorecard | Kanpur | Südafrika 265 (87.3) & 121 (55.5) | – | Indien 325 (99.4) & 64-2 (13.1) |
|                           |        | Indien gewinnt mit 8 Wickets      |   |                                 |

## Statistiken
Die folgenden Cricketstatistiken wurden bei dieser Tour erzielt.
| Tests           | Tests      | Tests   | Tests   | Tests   | Tests   | Tests   | Tests   | Tests   |
| Batting         | Batting    | Batting | Batting | Batting | Batting | Batting | Batting | Batting |
| Spieler         | Mannschaft | Spiele  | Innings | Runs    | Average | HS      | 100s    | 50s     |
| --------------- | ---------- | ------- | ------- | ------- | ------- | ------- | ------- | ------- |
| Virender Sehwag | Indien     | 3       | 5       | 372     | 74,40   | 319     | 1       | 0       |
| Neil McKenzie   | Südafrika  | 3       | 5       | 341     | 85,25   | 155*    | 1       | 1       |
| Hashim Amla     | Südafrika  | 3       | 5       | 307     | 61,40   | 159     | 1       | 2       |
| AB de Villiers  | Südafrika  | 3       | 5       | 304     | 76,00   | 217*    | 1       | 0       |
| Graeme Smith    | Südafrika  | 3       | 5       | 246     | 49,20   | 73      | 0       | 2       |
| Bowling         |            |         |         |         |         |         |         |         |
| Spieler         | Mannschaft | Spiele  | Overs   | Wickets | Average | BBI     | 5W      | 10W     |
| Harbhajan Singh | Indien     | 3       | 172.5   | 19      | 26,10   | 5/164   | 1       | 0       |
| Dale Steyn      | Südafrika  | 3       | 85      | 15      | 20,20   | 5/23    | 1       | 0       |
| Makhaya Ntini   | Südafrika  | 3       | 72.2    | 10      | 24,20   | 3/18    | 0       | 0       |
| Morné Morkel    | Südafrika  | 3       | 71      | 8       | 31,75   | 3/63    | 0       | 0       |
| Paul Harris     | Südafrika  | 3       | 116     | 8       | 51,00   | 3/101   | 0       | 0       |

## Player of the Series
Als Player of the Series wurden die folgenden Spieler ausgezeichnet.
| Serie | Player of the Series |
| ----- | -------------------- |
| Test  | Harbhajan Singh      |

### Player of the Match
Als Player of the Match wurden die folgenden Spieler ausgezeichnet.
| Spiel   | Player of the Match |
| ------- | ------------------- |
| 1. Test | Virender Sehwag     |
| 2. Test | AB de Villiers      |
| 3. Test | Sourav Ganguly      |